# Andrzej Paweł Wojciechowski
Andrzej Paweł Wojciechowski (ur. w Sierpcu) – polski spiker, lektor, dziennikarz radiowy o specjalności muzycznej, wydawca płytowy, współtwórca wytwórni MJM Music PL.

## Życiorys
W rodzinnym Sierpcu ukończył Liceum Ogólnokształcące. Absolwent Instytutu Poligrafii Politechniki Warszawskiej. Jako student drugiego roku rozpoczął współpracę ze studenckim radiowęzłem „Studio Akademik” w akademiku przy pl. Narutowicza w Warszawie. Po ukończeniu studiów, krótko pracował w Drukarni im. Rewolucji Październikowej przy ul. Mińskiej w Warszawie. 
Jesienią 1973 roku rozpoczyna etat spikera w stołecznej Rozgłośni Centralnej Polskiego Radia - wkrótce nawiázuje też współpracę z redakcją muzyczną Programu III PR (do wzięcia udziału w konkursie na spikera radiowego namówił go współpracownik z radiowęzła i Rozgłośni Harcerskiej – Bogdan Fabiański). Od stycznia 1978 roku przez okres trzynastu miesięcy pracuje jako spiker w Redakcji Polskiej Radia Moskwa. 
Z Polskim Radiem etatowo związany był do 1992 roku, zaś jako współpracownik do 1998. Ponadto pełni dyżury spikerskie i udziela się jako lektor, czytając w radiu, telewizji i w kinie (m.in. na przeglądach filmowych „Konfrontacje”). Po pewnym czasie, jako autor i prezenter, współpracuje już ze wszystkimi czterema redakcjami muzycznymi Polskiego Radia. 
Prowadził popularne audycje radiowe, takie jak m.in.: Studio Gama, Muzyka Nocą, magazyn młodzieżowy Między Nami, gdzie z Grzegorzem Miecugowem tworzy Bublotekę, czyli listę najgorszych piosenek; Wieczór Płytowy, Muzyczna Poczta UKF, Muzyczne Radio Dla Ciebie. W latach 70. i 80. publikował w czasopismach muzycznych, takich jak m.in.: Non Stop, Jazz, Magazyn Muzyczny – prowadził także koncerty i festiwale.
W drugiej połowie lat 80. wyjeżdża wraz z rodziną do Londynu, skąd nadsyła korespondencje telefoniczne do radia (gdy zaś krótko gości w kraju pisze artykuły do prasy – wówczas robi to jego małżonka, pozostając z nim w stałym kontakcie telefonicznym) i wraz z żoną Małgorzatą Maliszewską pośredniczy w imporcie płyt kompaktowych do Polski oraz w sprzedaży polskim wytwórniom płytowym (Pronit, Wifon, Polskie Nagrania „Muza”), licencji na tytuły z katalogu EMI i CBS, wydawane w postaci płyt winylowych. 
Latem 1990 roku powraca do kraju i zakłada razem z Maliszewską wydawnictwo MJM Music PL, które jest przedstawicielem koncernów EMI i CBS, a z czasem wszystkich liczących się wytwórni płytowych (poza Warner Music Group z którym współpraca trwała jedynie kilka tygodni), tj.: Sony Music, BMG, PolyGram Polska (obecnie Universal Music Polska) oraz kilka niezależnych wydawnictw. 
Firma początkowo zajmuje się wydawaniem licencyjnych płyt winylowych z nagraniami wykonawców zachodnich; stopniowo rozszerzając swój asortyment o płyty kompaktowe i mimo dużego piractwa – o kasety magnetofonowe. W 1991 roku nakładem wytwórni ukazało się pierwsze polskie wydawnictwo, tj. album Martyny Jakubowicz Patchwork, a następnie debiutancka płyta zespołu Wilki pt. Wilki, której pojawienie się na rynku, okazuje się być wielkim sukcesem.
Pod szyldem MJM Music PL debiutowali i tryumfowali również tacy wykonawcy jak: Mancu, Myslovitz, O.N.A., Human czy Renata Przemyk. Nagrywali m.in. także: Chłopcy z Placu Broni, Daab, Bakshish, Ziyo, Lech Janerka czy Skawalker. W październiku 1995 roku MJM Music PL zostaje przekształcone w Sony Music Entertainment Poland i na mocy nowego kontraktu staje się on konsultantem repertuarowym i marketingowym tego wydawnictwa. 
W wyniku nowej działalności rozwinęły się kariery: Renaty Przemyk, O.N.A. i Myslovitz, zaś w barwach Sony zadebiutowali m.in. tacy wykonawcy jak: Brathanki, Tytus Wojnowicz, Zdzisława Sośnicka, Zbigniew Wodecki, Seweryn Krajewski, Małgorzata Ostrowska, Katarzyna Skrzynecka, Fiolka Najdenowicz, Małgorzata Walewska, Katarzyna Groniec, Kasia Klich, Jarek Weber, Pogodno czy Marcin Rozynek. 
Na początku 1996 roku doprowadza do wydania szesnastu numerów miesięcznika muzycznego XL. Współpraca z Sony dobiega końca w listopadzie 2003 roku po czym postanawia już bez udziału żony, połączyć siły z Piotrem Mikołajczakiem i wznowić działalność wydawniczą MJM, jako firmy niezależnej – dzięki czemu powstaje MJM Wielka Płyta Sp. o.o., która po 15 latach kończy działalność, zaś 1 stycznia 2018 roku katalog wytwórni staje się własnością firmy Universal Music Polska.